# Етьєн Медейрос
Етьєн Медейрос (порт. Etiene Medeiros, 24 травня 1991) — бразильська плавчиня.
Учасниця Олімпійських Ігор 2016 року.
Чемпіонка світу з водних видів спорту 2017 року, призерка 2015, 2019 років.
Чемпіонка світу з плавання на короткій воді 2014, 2016 років, призерка 2018 року.
Переможниця Панамериканських ігор 2015, 2019 років.
Переможниця Південнамериканських ігор 2014 року.
Призерка Чемпіонату світу з плавання серед юніорів 2008 року.